# Bundesstrasse 7
Bundesstrasse 7 är en förbundsväg i Tyskland. Vägen går ifrån den nederländska gränsen vid Venlo till Rochlitz via bland annat Düsseldorf, Kassel, Erfurt och Jena. Vägen är 530 kilometer lång och går i förbundsländerna Nordrhein-Westfalen, Hessen, Thüringen och Sachsen. 